# Vestistilus distinctus
Vestistilus distinctus är en insektsart som beskrevs av Andrade 1989. Vestistilus distinctus ingår i släktet Vestistilus och familjen hornstritar. Inga underarter finns listade i Catalogue of Life.